# 2562 Chaliapin
2562 Chaliapin è un asteroide della fascia principale del diametro medio di circa 20,8 km. Scoperto nel 1973, presenta un'orbita caratterizzata da un semiasse maggiore pari a 3,0083997 UA e da un'eccentricità di 0,0469649, inclinata di 10,25485° rispetto all'eclittica.
L'asteroide è dedicato al basso russo Fëdor Ivanovič Šaljapin.